# (1536) Pielinen
(1536) Pielinen est un astéroïde de la ceinture principale.

## Description
(1536) Pielinen est un astéroïde de la ceinture principale. Il fut découvert le 18 septembre 1939 à Turku par Yrjö Väisälä. Il présente une orbite caractérisée par un demi-grand axe de 2,20 UA, une excentricité de 0,19 et une inclinaison de 1,5° par rapport à l'écliptique.

## Compléments